# Schizidium schmalfussi
Schizidium schmalfussi är en kräftdjursart som beskrevs av Sfenthourakis 1992. Schizidium schmalfussi ingår i släktet Schizidium och familjen klotgråsuggor. Inga underarter finns listade i Catalogue of Life.